# Morogoro (MC)
Morogoro (MC) (Morogoro  Municipal, auch Morogoro Mjini genannt) ist ein Distrikt der Region Morogoro in Tansania. Er grenzt im Westen an den Distrikt Mvomero und im Osten an den Distrikt Morogoro (DC). Die Stadt Morogoro ist Verwaltungssitz des Distriktes und der gleichnamigen Region.

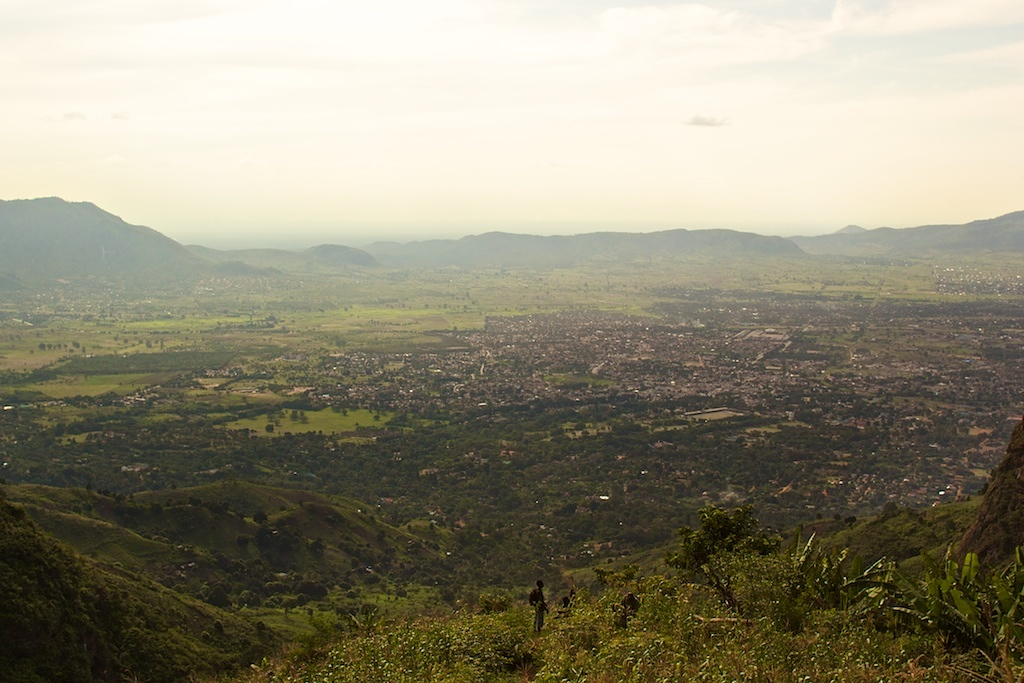
Blick auf Morogoro aus den Uluguru-Bergen

## Geographie
Der Distrikt hat eine Fläche von 288 Quadratkilometern und 471.409 Einwohner (Volkszählung 2022). Er liegt rund 500 Meter über dem Meer. Südlich der Stadt steigt das Land zu den Uluguru-Bergen auf bis zu 800 Meter an. Der markanteste Gipfel südlich des Distrikts ist der 2146 Meter hohe Lupanga.
Das Klima in Morogoro (MC) ist tropisch. Im Jahresdurchschnitt regnet es 972 Millimeter. In den Monaten Dezember bis April fallen jeweils über 100 Millimeter Niederschlag, die Monate Juni bis September sind sehr trocken. Die Durchschnittstemperatur schwankt zwischen 20,4 Grad Celsius im Juli und 24,4 Grad im Februar.

## Geschichte
Die Gründung einer Siedlung mit dem ursprünglichen Namen Bungo Dimwe erfolgte im 18. Jahrhundert als Zwischenstopp für Sklavenkarawanen. Am Ende des 19. Jahrhunderts hatte die Stadt 3000 Einwohner und Missionare bauten die erste Kirche. In dieser Zeit wurde der Name Morogoro gebräuchlich. Zur Stadt erhoben wurde Morogoro im Jahr 1956, 1992 wurde sie ein Town Council und 1988 erfolgte die Erhebung zum Municipal Council.

## Verwaltungsgliederung
Der Distrikt besteht aus dem einen Wahlkreis (Jimbo) Morogoro Mjini und 29 Bezirken (Kata):

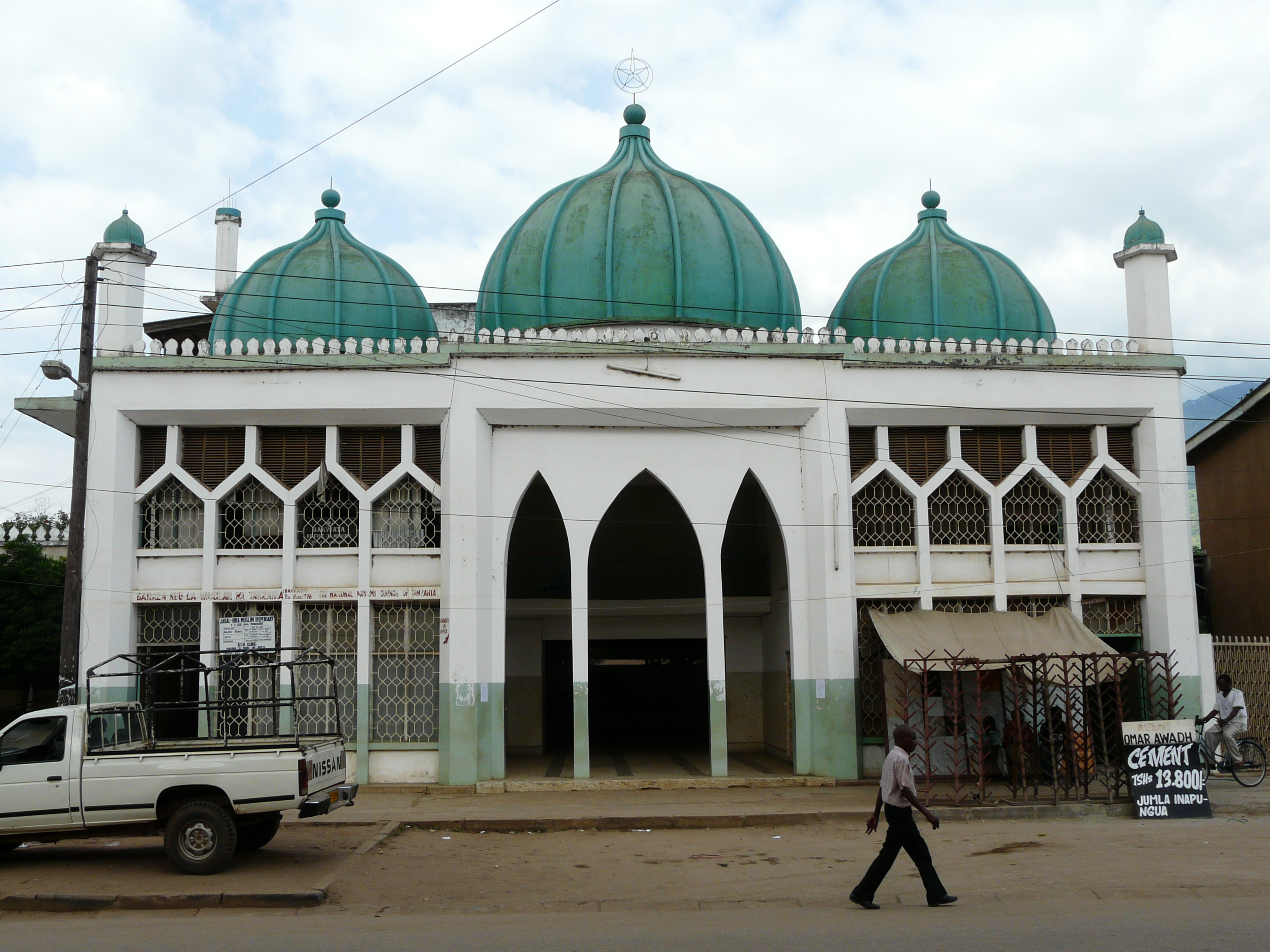
Moschee in Morogoro

- Sabasaba
- Uwanja wa Taifa
- Kiwanja cha Ndege
- Mji Mpya
- Kingo
- Mji Mkuu
- Sultan Area
- Mafiga
- Mazimbu
- Mwembesongo
- Kichangani
- Kilakala
- Boma
- Mlimani
- Mbuyuni
- Kingolwira
- Bigwa
- Mzinga
- Kihonda
- Chamwino
- Kauzeni
- Luhungo
- Lukobe
- Mafisa
- Kihonda Maghorofani
- Magadu
- Mindu
- Mkundi
- Tungi

## Bevölkerung
Die ursprünglichen Bewohner des Gebietes waren Luguru. Das Wachstum der Stadt zog verschiedenste Menschen an, der Großteil der heutigen Bewohner gehört zu den Ethnien Waluguru, Wapogoro und Wakutu. Bei der Volkszählung im Jahr 1988 hatte der Distrikt 116.601 Einwohner. Die Zahl wuchs auf 227.921 im Jahr 2002 und weiter auf 315.866 bei der Zählung 2012. Im Jahr 2022 lebten 471.409 Menschen in Morogoro (MC).
| Volkszählung | Einwohner |
| ------------ | --------- |
| 1988         | 117.601   |
| 2002         | 227.921   |
| 2012         | 315.866   |
| 2022         | 471.409   |

## Einrichtungen und Dienstleistungen
- Bildung: Im Distrikt befinden sich 94 Grundschulen und 50 weiterführende Schulen.[9]
- Gesundheit: Medizinisch versorgt wird die Bevölkerung durch 13 Gesundheitszentren und 48 Apotheken.[9]

## Wirtschaft und Infrastruktur
- Mehr als die Hälfte der Bevölkerung ist in der Landwirtschaft beschäftigt. Die wichtigsten Anbauprodukte sind Sisal, Mais, Reis, Gemüse und Obst. Daneben werden Haustiere gehalten. Weitere Einnahmequellen sind Fischerei, Bergbau und die Herstellung von Holzkohle.[10]
- Die rasch wachsende Bevölkerung erhöht die Verschmutzung der Luft und der Wasserquellen, auch Bodenerosion und schlechtes Abfallmanagement belasten die Umwelt.[11]
- Durch Morogoro verläuft die asphaltierte Nationalstraße von Daressalam nach Dodoma. Von dieser zweigt die ebenfalls asphaltierte Nationalstraße nach Iringa im Süden ab.[12]
- Morogoro liegt an der Tanganjikabahn von Daressalam nach Mwanza. Der Umbau von der Meterspur auf Normalspur begann 2017 mit dem Abschnitt von Daressalam nach Morogoro.[13]